# Preglova nagrada
Preglova nagrada je slovensko priznanje, ki ga podeljuje Kemijski inštitut za izjemne dosežke na področju kemije in sorodnih ved. Ustanovil jo je Kemijski inštitut ob obeležitvi svoje 60. obletnice, prvič so bile podeljene leta 2007.
Imenovane so po kemiku slovenskega rodu Frideriku Preglu, ki je bil rojen v Ljubljani in je bil dobitnik Nobelove nagrade za kemijo za leto 1923.
Podeljujejo naslednje Preglove nagrade:
- Velika Preglova nagrada za raziskovalno delo
- Preglova nagrada za izjemne dosežke
- Preglova nagrada za izjemno doktorsko delo[2]

## Seznam dobitnikov
| Leto | Velika Preglova nagrada za raziskovalno delo | Preglova nagrada za izjemne dosežke |
| ---- | -------------------------------------------- | ----------------------------------- |
| 2007 | Dušan Hadži                                  | Janez Plavec                        |
| 2008 | Boris Orel                                   |                                     |
| 2009 | Janez Levec                                  | Maja Remškar Roman Jerala           |
| 2010 |                                              | Miran Gaberšček                     |
| 2011 | Milan Randić                                 | Radmila Milačič                     |
| 2012 |                                              | Robert Dominko Anton Kokalj         |
| 2013 |                                              | Gregor Anderluh                     |
| 2014 |                                              | Jurij Lah                           |
| 2015 |                                              | Iva Hafner Bratkovič                |
| 2016 | Janko Jamnik                                 | Ingrid Milošev Zdenko Časar         |
| 2017 |                                              | Stanislav Gobec Gregor Mali         |
| 2018 |                                              | Mojca Benčina Gvido Bratina         |
| 2019 |                                              | Marjetka Podobnik Matej Praprotnik  |
| 2020 |                                              | Iztok Arčon Urban Bren              |
| 2021 |                                              |                                     |
| 2022 |                                              |                                     |
| 2023 |                                              | Ema Žagar Bojana Žegura             |
| 2024 | Janez Plavec                                 |                                     |

## Vir
1. 1 2  Pavlovčič, Lidija (22. junij 2015). »Preglova nagrajenka dr. Iva Hafner Bratkovič«. Delo. Pridobljeno 20. februarja 2018.
2. ↑  »Preglove nagrade«. Arhivirano iz prvotnega spletišča dne 30. junija 2014. Pridobljeno 4. avgusta 2014.